# Tercera Federación - Grupo XIV 2025-26
La temporada 2025-26 del Grupo XIV de la Tercera Federación de fútbol comenzará el 7 de septiembre de 2025 y finalizará el 10 de mayo de 2026. Posteriormente, se disputará la promoción de ascenso. Se trata de la quinta edición tras la restructuración de las categorías no profesionales por parte de la RFEF a causa de la pandemia global causada por el Coronavirus; y es la quinta categoría a nivel nacional.

## Sistema de competición
Participarán dieciocho clubes encuadrados en un único grupo. Se enfrentarán todos contra todos en dos ocasiones -una en campo propio y otra en campo contrario- durante un total de 34 jornadas. El orden de los encuentros se decidirá por sorteo antes de empezar la competición. La Federación de Fútbol de Extremadura es la responsable de designar las fechas de los partidos y los árbitros de cada encuentro, reservando al equipo local la potestad de fijar el horario exacto de cada encuentro.
El campeón de la temporada también consigue el ascenso directo a Segunda Federación.
Los clasificados entre el segundo y el quinto lugar disputarán un Play Off territorial en formato de eliminatorias a doble partido ida y vuelta. En caso de empate el vencedor de la eliminatoria es el equipo mejor clasificado. El equipo vencedor de este Play Off se clasifica a la Promoción de ascenso a Segunda Federación que tiene carácter de final interterritorial.
Los tres últimos clasificados, desciendieron directamente a Primera División Extremeña. Puede haber descensos por arrastre provocados por descensos de superior categoría.

## Ascensos y descensos previos al comienzo de la temporada
| Pos. | Ascendidos a 2.ª Federación |
| ---- | --------------------------- |
| 1º   | C. D. Extremadura           |

| Pos. | Descendidos de 2.ª Federación |
| ---- | ----------------------------- |
| 13º  | C. F. Villanovense            |
| 18º  | C. D. Don Benito              |

| Pos.     | Ascendidos de 1.ª División |
| -------- | -------------------------- |
| 1º Gr. 2 | C. D. Gévora               |
| 1º Gr. 3 | C. D. Cabeza del Buey      |
| 2º Gr. 1 | C. P. Montehermoso         |

| Pos. | Descendidos a 1.ª División |
| ---- | -------------------------- |
| 15.º | C. D. Castuera             |
| 16.º | C. F. Trujillo             |
| 17.º | Arroyo C. P.               |
| 18.º | Olivenza F. C.             |

## Equipos

### Listado de equipos
Los equipos que participarán en la temporada 2025-26 son:
| Equipo                     | Ciudad                    | Provincia | Estadio                                |
| -------------------------- | ------------------------- | --------- | -------------------------------------- |
| Atlético Pueblonuevo       | Pueblonuevo del Guadiana  | Badajoz   | Antonio Amaya                          |
| C. D. Azuaga               | Azuaga                    | Badajoz   | Estadio Municipal de Deportes          |
| C. D. Badajoz              | Badajoz                   | Badajoz   | Nuevo Vivero                           |
| C. D. Cabeza del Buey      | Cabeza del Buey           | Badajoz   | Municipal de Cabeza del Buey           |
| C. D. Calamonte            | Calamonte                 | Badajoz   | Municipal de Calamonte                 |
| C. D. Diocesano            | Cáceres                   | Cáceres   | Campos de la Federación                |
| C. D. Don Benito           | Don Benito                | Badajoz   | Vicente Sanz                           |
| C. D. Gévora               | Badajoz                   | Badajoz   | Municipal de Gévora                    |
| C. F. Jaraíz               | Jaraíz de la Vera         | Cáceres   | Municipal de Jaraíz de la Vera         |
| Jerez C. F.                | Jerez de los Caballeros   | Badajoz   | Manuel Calzado Galván                  |
| A. D. Llerenense           | Llerena                   | Badajoz   | Fernando Robina                        |
| C. P. Montehermoso         | Montehermoso              | Cáceres   | Complejo Polideportivo Municipal       |
| U. D. Montijo              | Montijo                   | Badajoz   | Emilio Macarro Rodríguez               |
| Moralo C. P.               | Navalmoral de la Mata     | Cáceres   | Municipal de Navalmoral de la Mata     |
| E. F. Puebla de la Calzada | Puebla de la Calzada      | Badajoz   | Campo Municipal de Deportes            |
| C. D. Santa Amalia         | Santa Amalia              | Badajoz   | Municipal de Santa Amalia              |
| S. P. Villafranca          | Villafranca de los Barros | Badajoz   | Municipal de Villafranca de los Barros |
| C. F. Villanovense         | Villanueva de la Serena   | Badajoz   | Municipal Villanovense                 |

| At.Pueblonuevo Azuaga Badajoz Cabeza del Buey Calamonte Diocesano Don Benito Gévora Jaraíz Jerez Llerenense Montehermoso Montijo Moralo Puebla S. Amalia Villafranca Villanovense |

## Clasificación
| Pos. | Equipo                    | Pts. | PJ | G | E | P | GF | GC | Dif. | Ascenso o descenso                                  |
| ---- | ------------------------- | ---- | -- | - | - | - | -- | -- | ---- | --------------------------------------------------- |
| 1    | Atlético Pueblonuevo      | 0    | 0  | 0 | 0 | 0 | 0  | 0  | 0    | Ascenso directo a Segunda Federación y Copa del Rey |
| 2    | C. D. Azuaga              | 0    | 0  | 0 | 0 | 0 | 0  | 0  | 0    | Playoffs de Ascenso a Segunda Federación            |
| 3    | C. D. Badajoz             | 0    | 0  | 0 | 0 | 0 | 0  | 0  | 0    | Playoffs de Ascenso a Segunda Federación            |
| 4    | C. D. Cabeza del Buey     | 0    | 0  | 0 | 0 | 0 | 0  | 0  | 0    | Playoffs de Ascenso a Segunda Federación            |
| 5    | C. D. Calamonte           | 0    | 0  | 0 | 0 | 0 | 0  | 0  | 0    | Playoffs de Ascenso a Segunda Federación            |
| 6    | C. D. Diocesano           | 0    | 0  | 0 | 0 | 0 | 0  | 0  | 0    |                                                     |
| 7    | C. D. Don Benito          | 0    | 0  | 0 | 0 | 0 | 0  | 0  | 0    |                                                     |
| 8    | C. D. Gévora              | 0    | 0  | 0 | 0 | 0 | 0  | 0  | 0    |                                                     |
| 9    | C. F. Jaraíz              | 0    | 0  | 0 | 0 | 0 | 0  | 0  | 0    |                                                     |
| 10   | Jerez C. F.               | 0    | 0  | 0 | 0 | 0 | 0  | 0  | 0    |                                                     |
| 11   | A. D. Llerenense          | 0    | 0  | 0 | 0 | 0 | 0  | 0  | 0    |                                                     |
| 12   | C. P. Montehermoso        | 0    | 0  | 0 | 0 | 0 | 0  | 0  | 0    |                                                     |
| 13   | U. D. Montijo             | 0    | 0  | 0 | 0 | 0 | 0  | 0  | 0    |                                                     |
| 14   | Moralo C. P.              | 0    | 0  | 0 | 0 | 0 | 0  | 0  | 0    |                                                     |
| 15   | E.F. Puebla de la Calzada | 0    | 0  | 0 | 0 | 0 | 0  | 0  | 0    |                                                     |
| 16   | C. D. Santa Amalia        | 0    | 0  | 0 | 0 | 0 | 0  | 0  | 0    | Descenso a Primera División Extremeña               |
| 17   | S. P. Villafranca         | 0    | 0  | 0 | 0 | 0 | 0  | 0  | 0    | Descenso a Primera División Extremeña               |
| 18   | C. F. Villanovense        | 0    | 0  | 0 | 0 | 0 | 0  | 0  | 0    | Descenso a Primera División Extremeña               |

Actualizado a los partidos jugados el 7 de septiembre de 2025.
 Fuente: Resultados Fútbol

## Resultados
| Local \ Visitante         | ATP | AZU | BAD | CAB | CAL | DIO | DON | GEV | JAR | JER | LLE | MNE | MNI | MOR | PUE | SAN | VLF | VLN |
| ------------------------- | --- | --- | --- | --- | --- | --- | --- | --- | --- | --- | --- | --- | --- | --- | --- | --- | --- | --- |
| Atlético Pueblonuevo      | —   |     |     |     |     |     |     |     |     |     |     |     |     |     |     |     |     |     |
| C. D. Azuaga              |     | —   |     |     |     |     |     |     |     |     |     |     |     |     |     |     |     |     |
| C. D. Badajoz             |     |     | —   |     |     |     |     |     |     |     |     |     |     |     |     |     |     |     |
| C. D. Cabeza del Buey     |     |     |     | —   |     |     |     |     |     |     |     |     |     |     |     |     |     |     |
| C. D. Calamonte           |     |     |     |     | —   |     |     |     |     |     |     |     |     |     |     |     |     |     |
| C. D. Diocesano           |     |     |     |     |     | —   |     |     |     |     |     |     |     |     |     |     |     |     |
| C. D. Don Benito          |     |     |     |     |     |     | —   |     |     |     |     |     |     |     |     |     |     |     |
| C. D. Gévora              |     |     |     |     |     |     |     | —   |     |     |     |     |     |     |     |     |     |     |
| C. F. Jaraíz              |     |     |     |     |     |     |     |     | —   |     |     |     |     |     |     |     |     |     |
| Jerez C. F.               |     |     |     |     |     |     |     |     |     | —   |     |     |     |     |     |     |     |     |
| A. D. Llerenense          |     |     |     |     |     |     |     |     |     |     | —   |     |     |     |     |     |     |     |
| C. P. Montehermoso        |     |     |     |     |     |     |     |     |     |     |     | —   |     |     |     |     |     |     |
| U. D. Montijo             |     |     |     |     |     |     |     |     |     |     |     |     | —   |     |     |     |     |     |
| Moralo C. P.              |     |     |     |     |     |     |     |     |     |     |     |     |     | —   |     |     |     |     |
| E.F. Puebla de la Calzada |     |     |     |     |     |     |     |     |     |     |     |     |     |     | —   |     |     |     |
| C. D. Santa Amalia        |     |     |     |     |     |     |     |     |     |     |     |     |     |     |     | —   |     |     |
| S. P. Villafranca         |     |     |     |     |     |     |     |     |     |     |     |     |     |     |     |     | —   |     |
| C. F. Villanovense        |     |     |     |     |     |     |     |     |     |     |     |     |     |     |     |     |     | —   |

## Playoff de ascenso a Segunda Federación
|  | Semifinales                              | Semifinales                              | Semifinales                              | Semifinales                              | Semifinales                              |  |  | Final                                      | Final                                      | Final                                      | Final                                      | Final                                      |  |
|  | mayo de 2026 (ida) mayo de 2026 (vuelta) | mayo de 2026 (ida) mayo de 2026 (vuelta) | mayo de 2026 (ida) mayo de 2026 (vuelta) | mayo de 2026 (ida) mayo de 2026 (vuelta) | mayo de 2026 (ida) mayo de 2026 (vuelta) |  |  | junio de 2026 (ida) junio de 2026 (vuelta) | junio de 2026 (ida) junio de 2026 (vuelta) | junio de 2026 (ida) junio de 2026 (vuelta) | junio de 2026 (ida) junio de 2026 (vuelta) | junio de 2026 (ida) junio de 2026 (vuelta) |  |
|  |                                          |                                          |                                          |                                          |                                          |  |  |                                            |                                            |                                            |                                            |                                            |  |
|  |                                          |                                          |                                          |                                          |                                          |  |  |                                            |                                            |                                            |                                            |                                            |  |
|  | 4.º                                      | Bandera de ?                             |                                          |                                          |                                          |  |  |                                            |                                            |                                            |                                            |                                            |  |
|  | 4.º                                      | Bandera de ?                             |                                          |                                          |                                          |  |  |                                            |                                            |                                            |                                            |                                            |  |
|  | 3.º                                      | Bandera de ?                             |                                          |                                          |                                          |  |  |                                            |                                            |                                            |                                            |                                            |  |
|  | 3.º                                      | Bandera de ?                             | Bandera de ?                             |                                          |                                          |  |  |                                            |                                            |                                            |                                            |                                            |  |
|  |                                          |                                          |                                          |                                          |                                          |  |  |                                            |                                            |                                            |                                            |                                            |  |
|  |                                          |                                          | Bandera de ?                             |                                          |                                          |  |  |                                            |                                            |                                            |                                            |                                            |  |
|  | 5.º                                      | Bandera de ?                             |                                          |                                          |                                          |  |  |                                            |                                            |                                            |                                            |                                            |  |
|  | 5.º                                      | Bandera de ?                             |                                          |                                          |                                          |  |  |                                            |                                            |                                            |                                            |                                            |  |
|  | 2.º                                      | Bandera de ?                             |                                          |                                          |                                          |  |  |                                            |                                            |                                            |                                            |                                            |  |
|  | 2.º                                      | Bandera de ?                             |                                          |                                          |                                          |  |  |                                            |                                            |                                            |                                            |                                            |  |
|  |                                          |                                          |                                          |                                          |                                          |  |  |                                            |                                            |                                            |                                            |                                            |  |

## Clasificado a la Copa del Rey
| Bandera de Extremadura |
|                        |
| 1.º Puesto             |
| Bandera de Extremadura |
|                        |
| 2.º Puesto             |

Nota: Hay posibilidad de que el subcampeón se clasifique a la Copa del Rey si no es un equipo filial y acaba entre los siete mejores segundos por puntos.